# Nicodemo Gentile
Nicodemo Gentile (Cirò; 24 de junio de 1969) es un abogado, escritor y personalidad televisiva italiana que se convirtió, a partir de 2020, en presidenta de la "Asociación Penélope", fundada en 2002, que se ocupa de los problemas de las mujeres víctimas de la violencia machista;

## Biografía y carrera
Nacido en Cirò (Calabria) en 1969, Gentile se licenció en Derecho y se trasladó a Perugia, donde actualmente forma parte del Colegio de Abogados de la ciudad. Su especialización es abogado penalista. Comenzó su carrera defendiendo a los pobres y a las personas sin hogar.
Durante varios años estuvo siempre presente en televisión, como invitado en programas como "Chi l'ha visto?" y "Cuarto grado" y dà voz a los familiares de personas desaparecidas; 

## Libros publicados
- 2017: Gentile, Nicodemo: Laggiù tra il ferro – Storie di vita, storie di reclusi. Imprimatur.  (en italiano)
- 2018: Gentile, Nicodemo: Nella terra del niente. Storie di scomparse, storie di famiglie. Edizioni Faust. ISBN 8898147805.  (en italiano)
- 2019: Gentile, Nicodemo: Il padrone. Storia di una manipolazione, storia di una tragedia. Edizioni Faust. (en italiano)
- 2021: Gentile, Nicodemo: Nulla è come appare. Storie di delitti, storie di accertamenti tecnici. Edizioni Faust. ISBN 979-1280029089. (en italiano)